# یادبود جفرسون

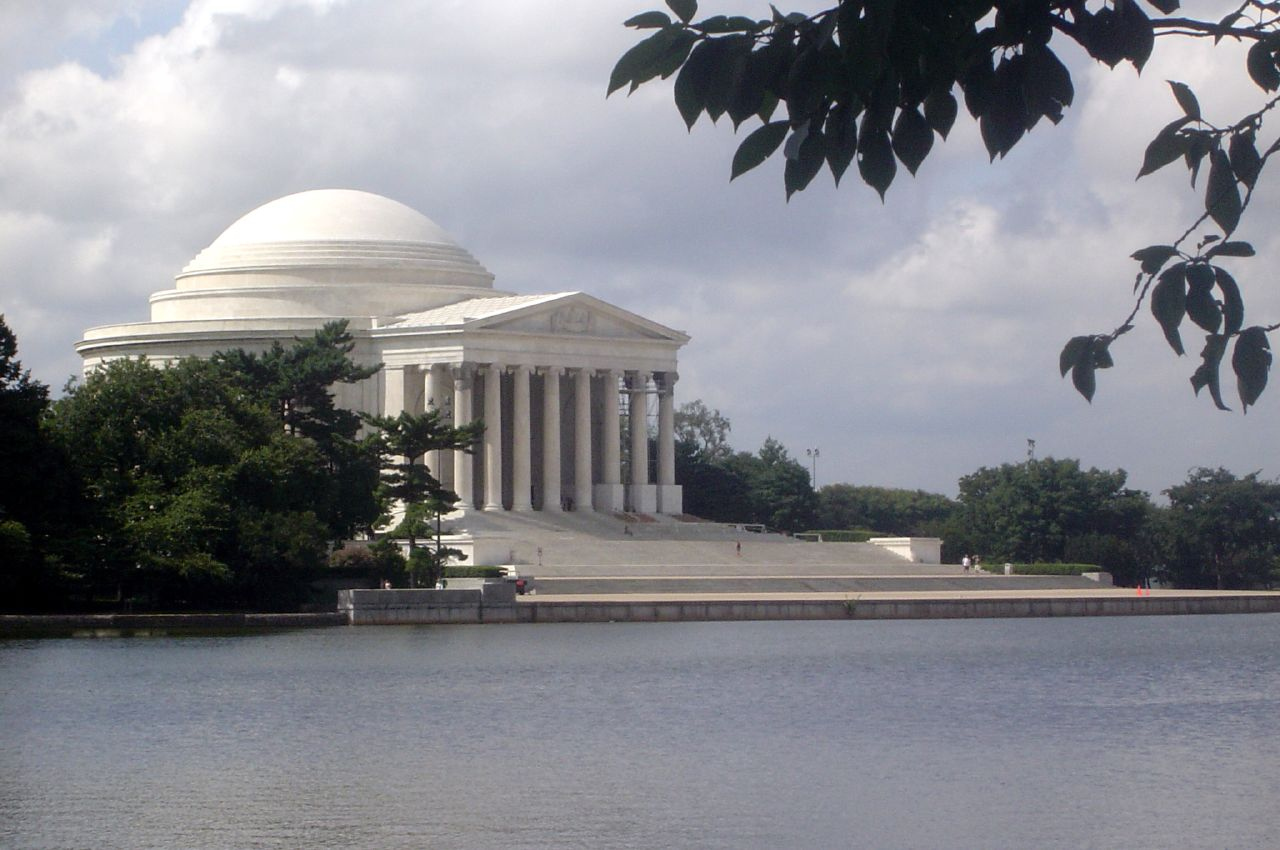

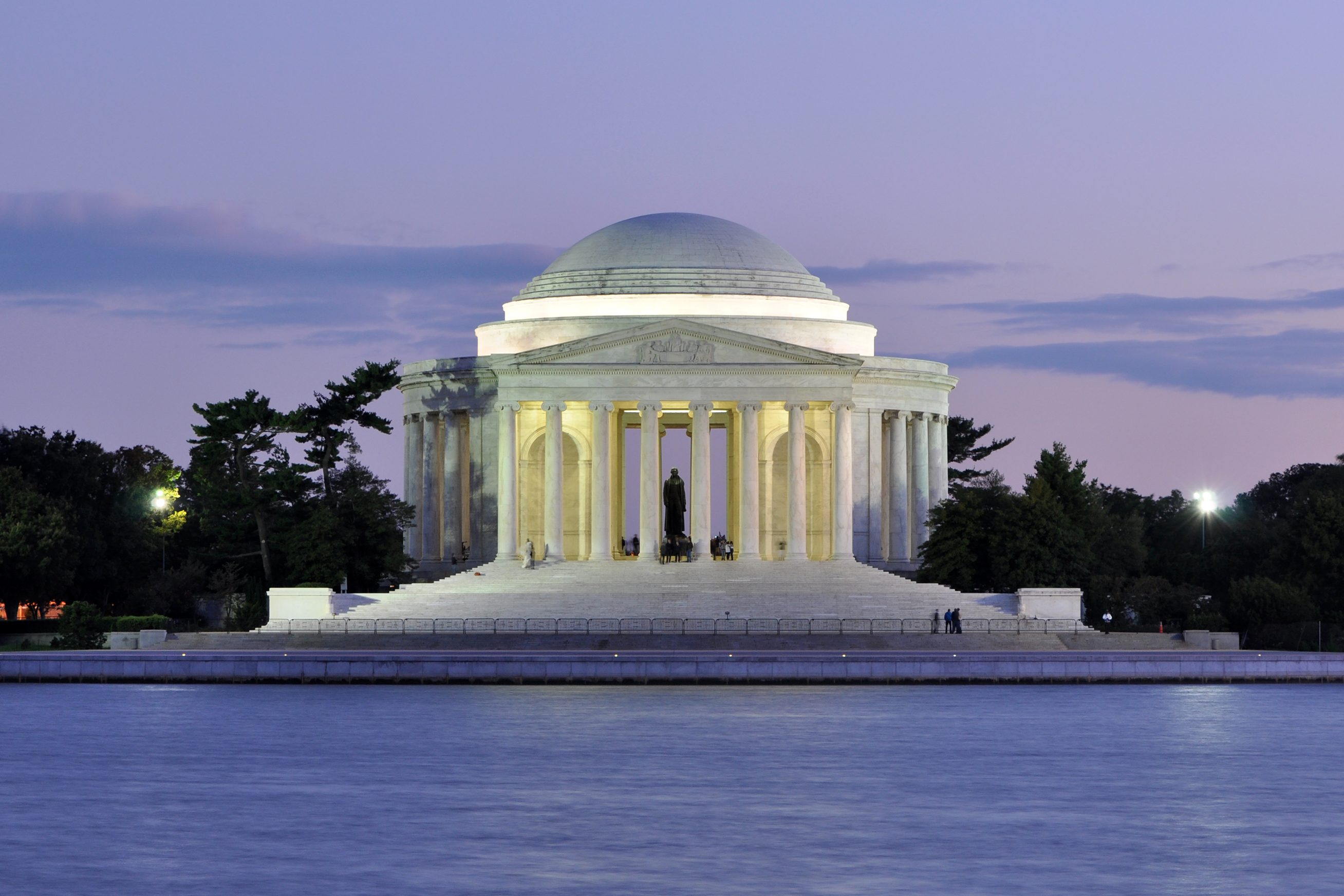
بنای یادبود جفرسون

یادبود جفرسون (به انگلیسی: Jefferson Memorial) از بناهای مشهور شهر واشنگتن دی سی در آمریکا است. مقصود از این بنا بزرگداشت توماس جفرسون می‌باشد.

## مشخصات
این بنای مرمری در محوطه‌ای در مرکز شهر و در کرانه شرقی رودخانه پوتوماک قرار دارد.
این بنا که در ۱۹۴۳ میلادی افتتاح گردید، امروزه یک مرکز اصلی گردشگری در واشنگتن دی سی است.

## نگارخانه

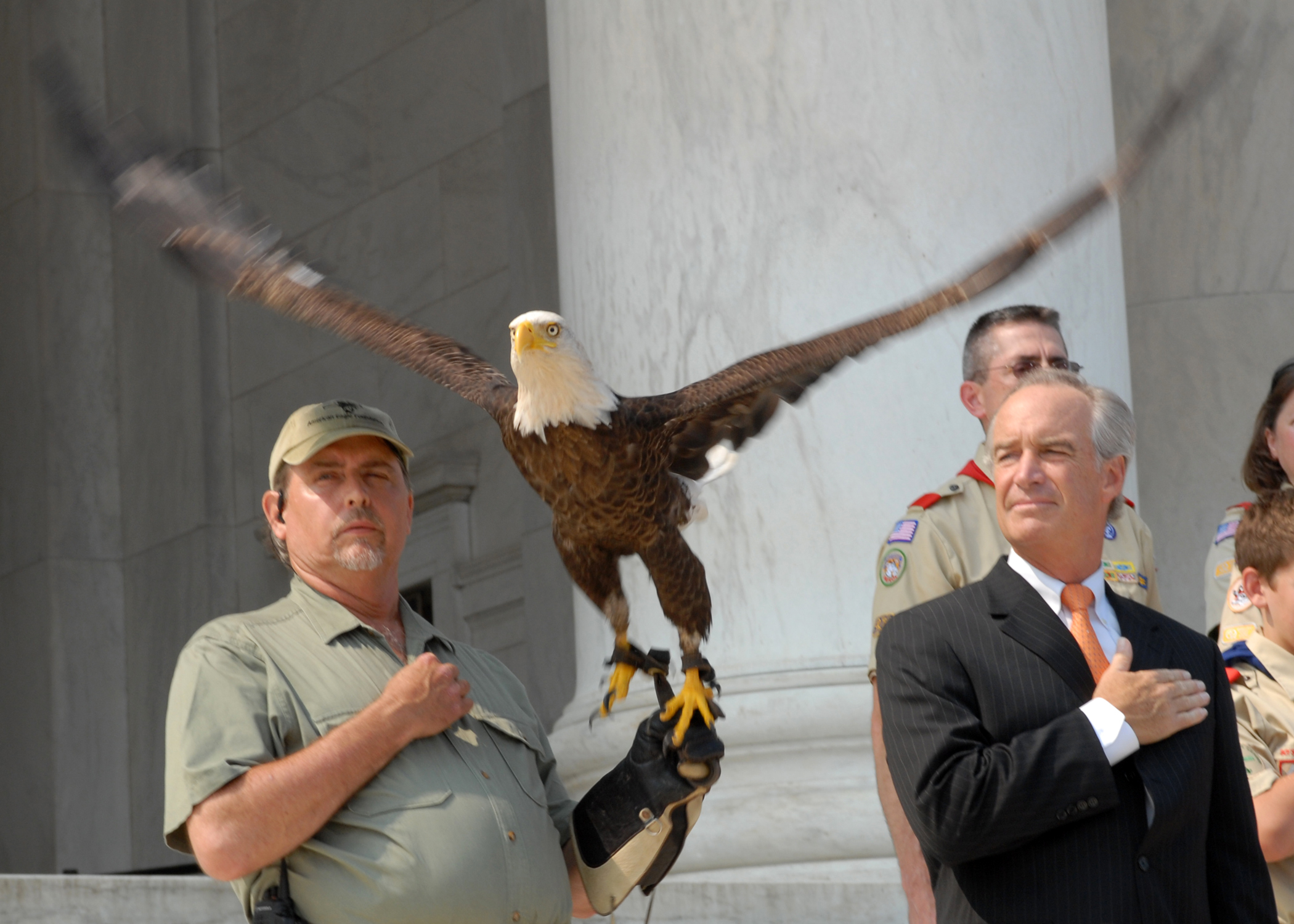
عقاب سر سفید در حال بال گشودن در جلوی بنای یادبود جفرسون. وزیر امور داخلی ایالات متحده در سمت راست دیده می‌شود.
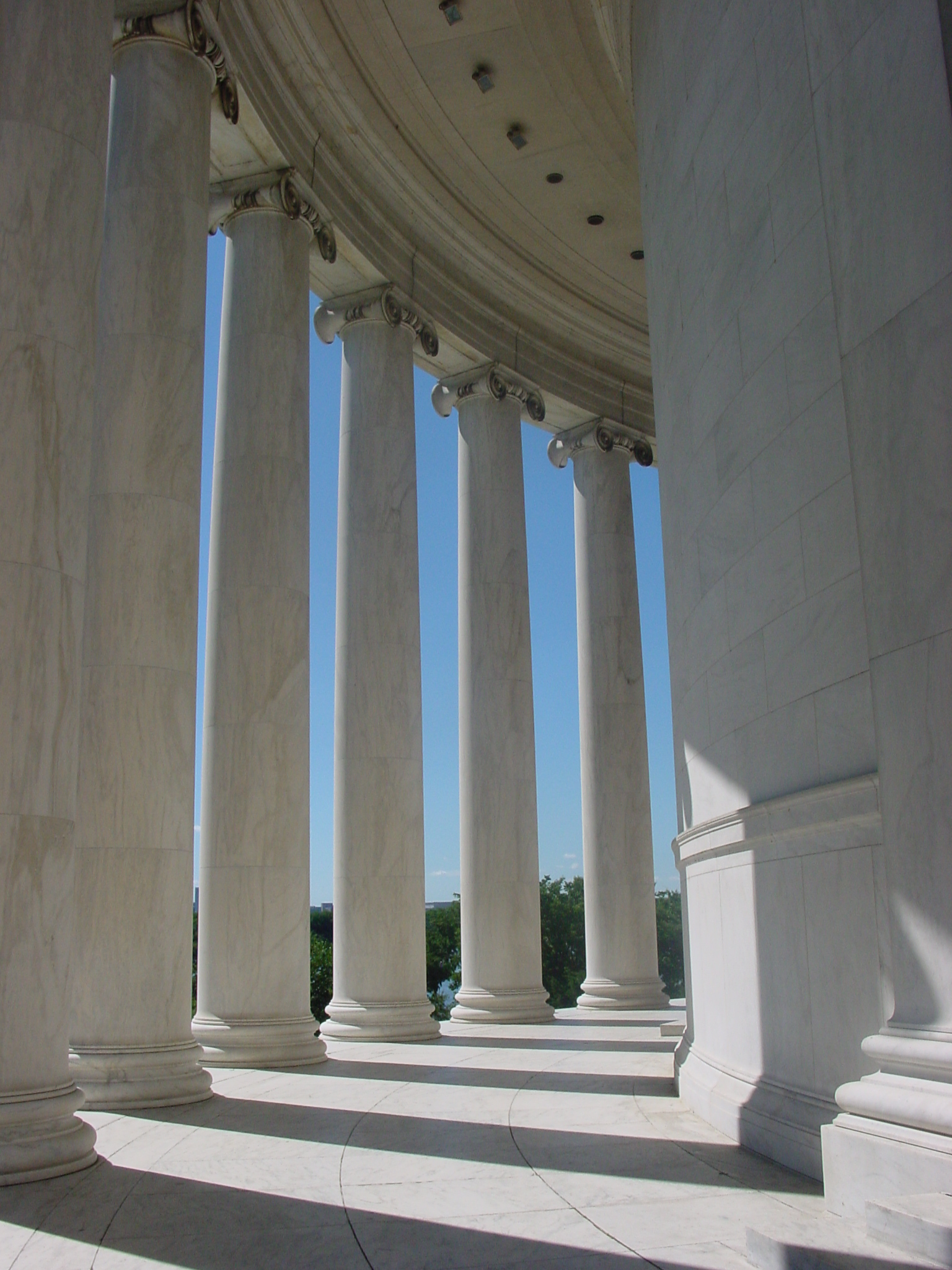
ستونهای محیط بنا
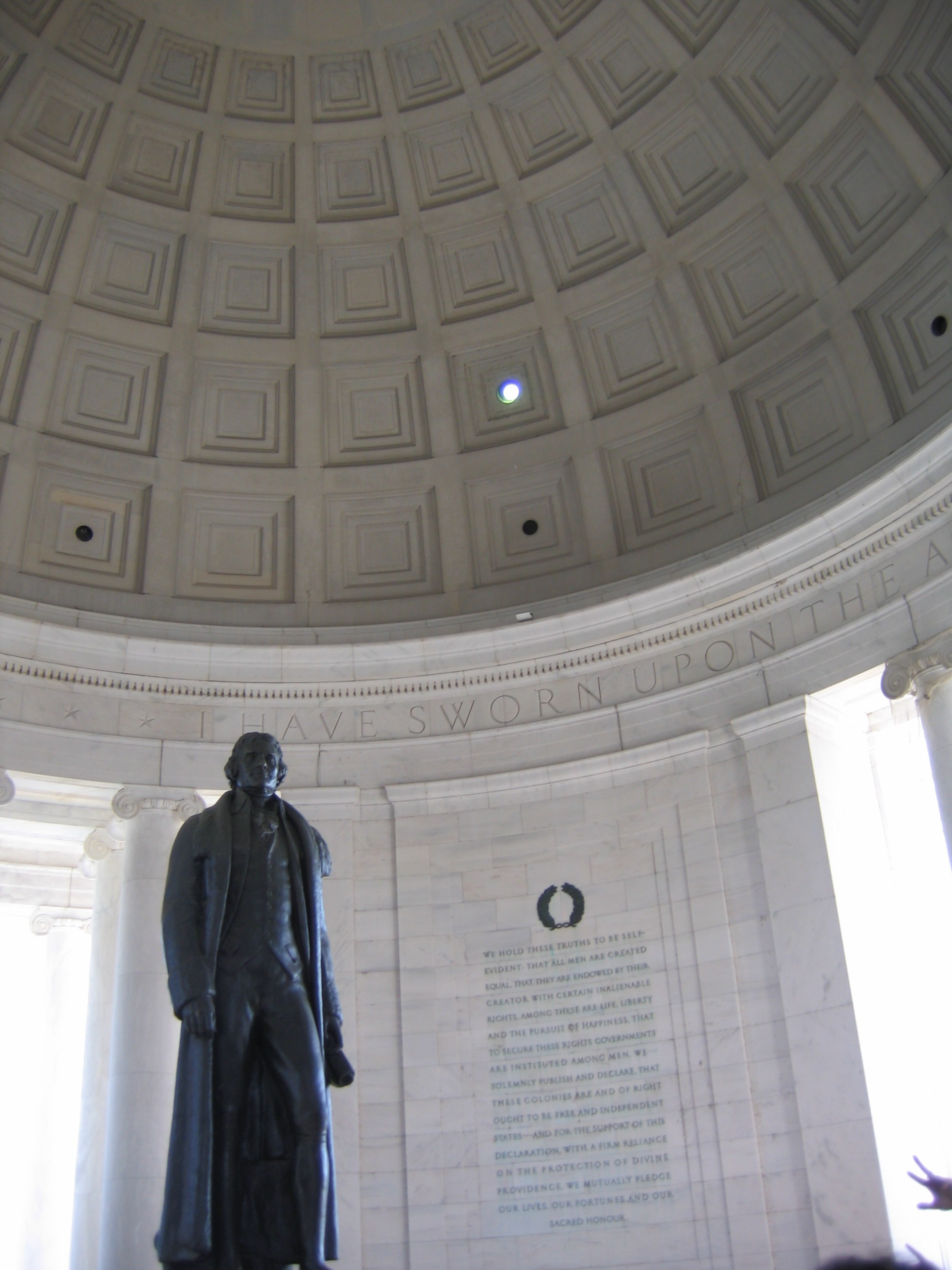
داخل گنبد و تندیس توماس جفرسون
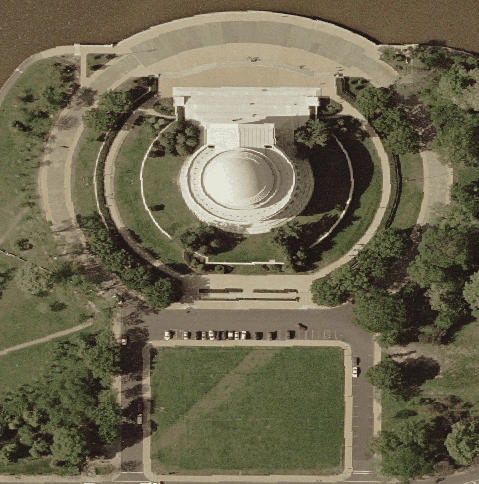
عکس ماهواره از بالا

## جستارهای مربوطه
- مرکز هنرهای نمایشی لینکلن

## وب‌گاه رسمی
- وب‌گاه رسمی یادبود